# آرامگاه سلیمان شاه
آرامگاه سلیمان شاه در شمال شهر حلب واقع شده‌است. این آرامگاه با وجودی که در خاک سوریه واقع شده، ولی بر اساس پیمان‌نامه‌هایی که پس از سقوط امپراتوری عثمانی وضع شد، بخشی از قلمروی ترکیه در خاک سوریه محسوب می‌شود.
در این آرامگاه، سلیمان شاه پدر ارطغرل غازی و پدربزرگ عثمان غازی بنیانگذار سلسله عثمانی دفن گردیده و نبایستی با شاه سلیمان قوتالمش اغلو بنیان‌گذار سلسله خودمختار سلجوقیان در آناتولی اشتباه گرفت.
سلیمان شاه بدنبال سرزمینی جدید و کشورگشایی وسعت قلمرو خود را تا سواحل فرات گسترش داد. او در یکی از سفرهایش در حین عبور از رودخانه فرات غرق و جسدش را در مکان فعلی به خاک سپرده و گنبدی بروی قبر وی بنا می‌کنند. این آرامگاه پس از سقوط امپراطوری عثمانی و اشغال سوریه توسط فرانسه، با وجودی که در داخل سوریه است طی قرارداد آنکارا و قرارداد لوزان با در نظر گرفتن ترکیه به عنوان وارث امپراطوری عثمانی به عنوان جزئی جدا نشدنی از خاک ترکیه به رسمیت شناخته شد. در سال ۱۹۳۸ ساختمانی بزرگ در آن منطقه بناگردیده و ژاندارمری ترکیه در محل مستقر شد و ارتش ترکیه مسئولیت حفاظت از آرامگاه را بر عهده گرفت. در سال ۱۹۷۳ دولت سوریه با ساخت سد بروی دریاچه اسد موجب زیر آب رفتن آرامگاه و روستاهای اطراف گردید. دولت سوریه با هماهنگی با ترکیه قبل از بهره‌برداری ساختمان ژاندارمری و آرامگاه و همچنین روستای کاراکوزک را به محلی امن منتقل کردند.

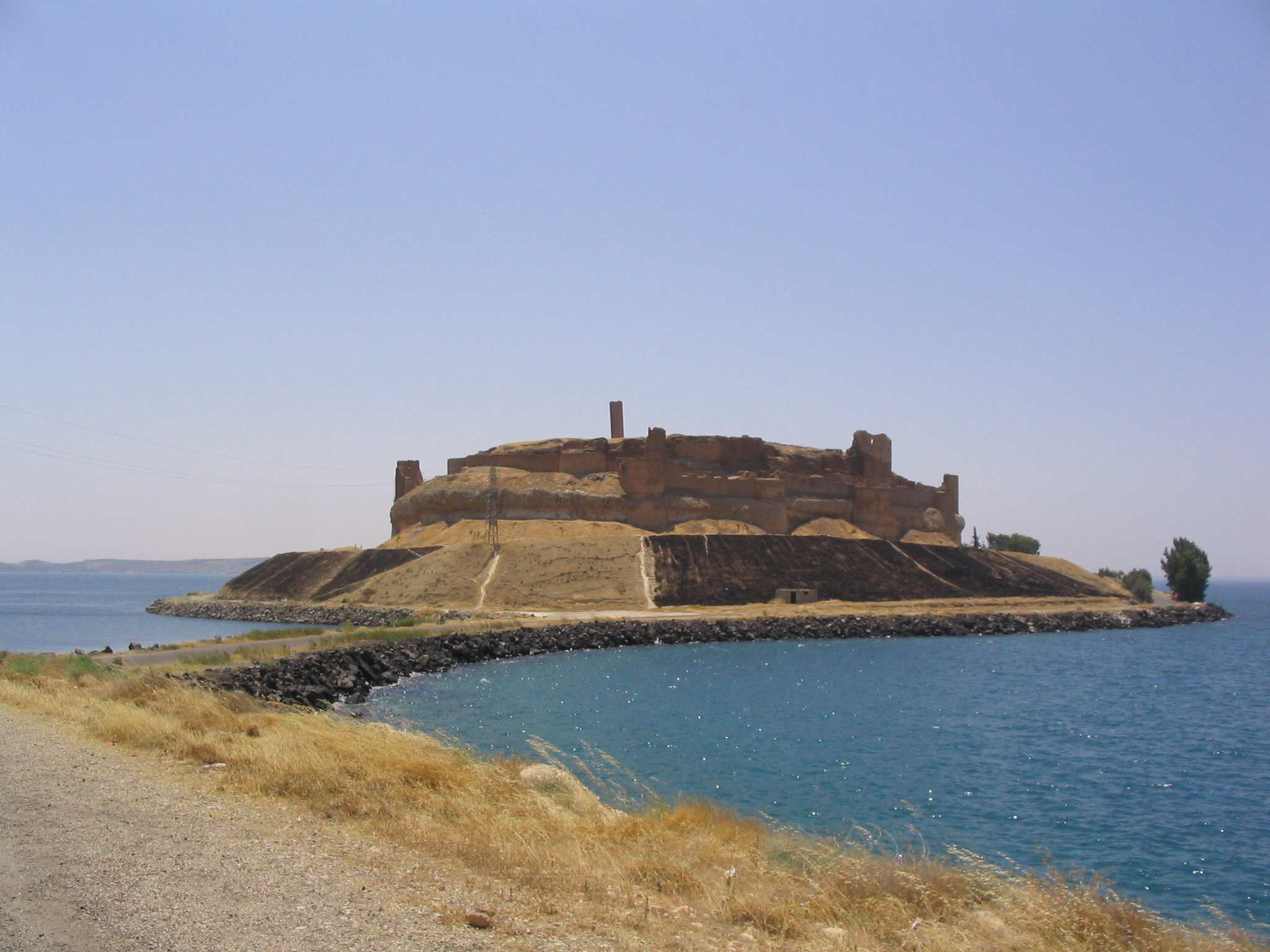
بنای قدیمی آرامگاه واقع در قلعه جعبر